# Briana Buckmaster

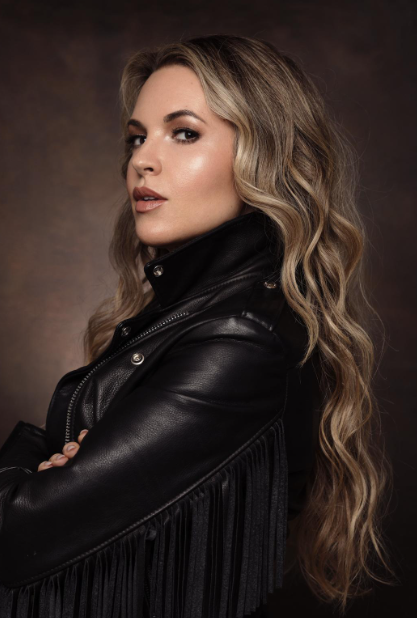
Briana Buckmaster, 2023

Briana Buckmaster (* 15. Juli 1982 in Moose Jaw, Saskatchewan) ist eine kanadische Schauspielerin, Sängerin und Drehbuchautorin.

## Biografie
Buckmaster besuchte bis 1999 das Moose Jaw Central College und studierte anschließend an der MacEwan-Universität in Edmonton, Alberta, wo sie ihr Diplom in Theaterwissenschaften erhielt. In Supernatural verkörpert sie seit der neunten Staffel die Rolle von Sheriff Donna Hanscum. Sie war Drehbuchautorin der Webserie White Ninja aus dem Jahr 2015.
2018 erschien ihr Debüt-Musikalbum Begin. Ab 2018 synchronisierte sie die „kleine Mama“ in der Animationsserie Chips und Toffel. 2020 sprach sie „Fretta Van Dango“ in der Zeichentrickserie Dorg Van Dango.

## Auszeichnungen
Buckmaster wurde für zahlreiche Produktionen, die sie mit dem Teatro La Quindicina durchgeführt hat, mit dem Elizabeth Sterling Haynes Award ausgezeichnet.

## Filmografie (Auswahl)
- 2003: Turnbuckle
- 2005: Zero Hour
- 2008: Repo! The Genetic Opera
- 2013: Arrow (Fernsehserie, Folge 2x06 Keep Your Enemies Closer)
- 2013: Cedar Cove – Das Gesetz des Herzens  (Cedar Cove, Fernsehserie, Folge 1x10 Conflicts of Interest)
- 2013: Baby Sellers (Fernsehfilm)
- 2014–2020: Supernatural (Fernsehserie, 7 Folgen)
- 2014: In My Dreams  (Fernsehfilm)
- 2014: Continuum (Fernsehserie, 2 Folgen)
- 2015: R.L. Stine – Geisterstadt: Kabinett des Schreckens (R.L. Stine's Monsterville: Cabinet of Souls)
- 2015: The Weirdo Hero  (Kurzfilm)
- 2015: A Country Wedding  (Fernsehfilm)
- 2015: Signed, Sealed, Delivered: From Paris with Love  (Fernsehfilm)
- 2017: Devil in the Dark
- 2017: Frequency (Fernsehserie, Folge 2x06 Negative Copy)
- 2018: The Hillywood Show (Fernsehserie, Folge Supernatural Parody 2)
- 2018–2022: Chips und Toffel (Animationsserie, Stimme, 63 Folgen)
- 2020: Dorg Van Dango (Zeichentrickserie, Stimme, 48 Folgen)
- 2022: Kung Fu (Fernsehserie, Folge 2x04, Clementine)
- 2022: Wedding of a Lifetime (Fernsehfilm)
- 2023: A Zest for Death: A Hannah Swensen Mystery (Fernsehfilm)
- 2023: The Christmas Spirit – Weihnachtlich verliebt (Creating Christmas, Fernsehfilm)
- seit 2024: The Irrational (Fernsehserie)